# Південна Корея на зимових Олімпійських іграх 1998
Республіка Корея брала участь у Зимових Олімпійських іграх 1998 року в Нагано (Японія) втринадцяте за свою історію, і здобула дві бронзові, одну срібну та три золоті медалі. Збірну країни представляло 37 спортсменів, зокрема 11 жінок.

## Золото
- Шорт-трек, чоловіки, 1000 метрів - Кім Дон Сон.
- Шорт-трек, жінки, 1000 метрів - Чон Лі Гьон.
- Шорт-трек, жінки, 3000 метрів, естафета - Чон Лі Гьон, Вон Х'є Гьон, Ан Сан Мі, Кім Юн Мі.

## Срібло
- Шорт-трек, чоловіки, 5000 метрів, естафета - Чхе Джі Хун, Лі Джун Хван, Лі Хо Ин, Кім Дон Сон.

## Бронза
- Шорт-трек, жінки, 500 метрів - Чон Лі Гьон.
- Шорт-трек, жінки, 1000 метрів - Вон Х'є Гьон.